# Illice fasciata
Illice fasciata är en fjärilsart som beskrevs av William Schaus 1896. Illice fasciata ingår i släktet Illice och familjen björnspinnare. Inga underarter finns listade i Catalogue of Life.